# 파리가 당신을 부를 때
《파리가 당신을 부를 때》(Forget Paris)는 미국에서 제작된 빌리 크리스탈 감독의 1995년 코미디, 멜로/로맨스 영화이다. 빌리 크리스탈 등이 주연으로 출연하였고 빌리 크리스탈 등이 제작에 참여하였다.

## 출연

### 주연
- 빌리 크리스탈
- 데브라 윙거

### 조연
- 조 맨테그나
- 줄리 카브너
- 리처드 마저
- 캐시 모리어티
- 존 스펜서
- 신시아 스티븐슨
- 윌리엄 히키

## 기타
- 공동제작: 켈리 반 혼
- 미술: 테렌스 마쉬
- 의상: 주디 L. 러스킨
- 배역: 팜 딕슨